# Храм Успения Пресвятой Богородицы (Черетянка)
Храм Успения Пресвятой Богородицы — действующий православный храм агрогородка Черетянка Гомельского района Гомельской области Республики Беларусь. Внесён в список историко-культурных ценностей Республики Беларусь.

## История
Успенская церковь в Черетянке сооружена в 1865—1868 годах из кирпича строителем Иваном Четвериковым на средства местных жителей и дворян Могилевской губернии и города Москвы взамен старого сгоревшего деревянного храма. Стиль постройки можно охарактеризовать, как типичный для строившихся в 60-е годы XIX в. по приказу губернатора Михаила Муравьёва по всей Белоруссии церквей. В 1930-е годы вандалы сорвали с куполов храма кресты. А в 1943 году отступавшие немцы специально выстрелили по зданию церкви из пушки. Тем не менее, Успенская церковь в Черетянке оставалась действующей, хотя, что неудивительно, находилась в запущенном состоянии и в течение многих лет не ремонтировалась.
С 2015 года храм находился на реставрации, а 15 декабря 2018 года Высокопреосвященный Стефан совершил чин освещения престола и храма Успения Пресвятой Богородицы в д. Черетянка, а после совершил Божественную Литургию.

## Архитектура и убранства храма
Каменная Успенская церковь была возведена с использованием элементов неоклассицистического и романского стилей. Это крестово-купольная постройка, увенчанная большой, приземистой гранёной луковичной главой на световом барабане, с прямоугольной в плане алтарной апсидой с 2-х скатной крышей и фронтоном. Стены разделены арочными оконными проёмами с декоративными рельефными дугами, декорированы угловыми вертикальными выступами. Боковые фасады украшены ризалитами, завершёнными щипцами, под которыми помещаются рельефные равноконечные кресты и круги под ними. С запада к храму примыкает 3-х ярусная колокольня в романском стиле, увенчанная четырёхгранной луковичной главой.